# 銀色衝浪手
銀色衝浪手（英語：Silver Surfer），又譯銀影俠，是漫威漫畫中的虛構超級英雄角色，由傑克·科比所創作。銀色衝浪手首次於《驚奇4超人》#48中登場。
在2011年，IGN將銀色衝浪手列為漫畫英雄百強排名第41名。

## 人物

### 簡介

《銀色衝浪手》#1（1968年8月）
由約翰·布申塞馬和喬·西諾特繪製。

诺林·莱德（Norrin Radd）是銀河系中的一個行星Zenn-La（該星球上住著長相和人類一樣的外星種族，但壽命極長，而且科技亦比地球異常發達。）的一名年輕太空人。忽然有一天，行星吞噬者降臨在Zenn-La。他警告Zenn-La上所有的住民說，Zenn-La已經被選上作為祂的糧食。
諾林決定試著和行星吞噬者談條件，他乞求行星吞噬者放過他的母星。代價是得服侍行星吞噬者，並幫祂尋找適合作為食物的星球，行星吞噬者考慮了一下得失後，祂最終接受了諾林的條件，並賜給他一股強大的宇宙力量，當諾林接觸到這股力量的一瞬間，全身立刻生出了一層全銀色的外殼，並且記憶、善惡、良知、道德觀等完全消失。
行星吞噬者將諾林化身成「銀色衝浪手」後，便命令他去找能吃的星球，而銀色衝浪手因為記憶被消除的關係馬上指著自己的母星說：「主人，這顆星球可以吃」。但是行星吞噬者回答他說：「我不會吃這顆星球，因為我跟一位令人尊敬的男人約定過了」。

## 能力
銀色衝浪手的基本原理是吸收、轉換及操縱宇宙間的能量（亦能質能互換），所以怪力、釋放能源彈、防護罩、讀心、精神感應、隔空取物、製造幻覺、物質具現化對他來說都是家常便飯。銀色衝浪手能直接吸收轉換能量，可以不吃不睡不呼吸。因為可以藉著操控能量改變物質的狀態（包括有生命的物體），漫畫裡其實經常看到他用能力替人療傷治病，甚至在某些特殊狀況下也使用過能使人復活的法術，最高紀錄是讓星球等級的生命體恢復生氣，也可以改變自己或他者的大小。銀色衝浪手在衝浪板上高速移動時可以穿越亞空間甚至次元障壁，亦有進行過時間跳躍的紀錄。在高速移動方面，可達到光速以上的速度。覆蓋其身體的外殼除了堅不可摧之外，還可以抵受恆星等級的超高溫和宇宙真空的超低溫以及宇宙輻射。

## 配角
- 亞當術士
- 空中行者（英语：Air-Walker）
- 艾莉希亞·馬斯特斯（英语：Alicia Masters）
- 復仇者
- 貝塔·雷·比爾
- 德克斯
- 驚奇四超人
- 永恆族（英语：Eternals (comics)）
- 星際異攻隊
- 行星吞噬者
- 火焰領主（英语：Firelord (comics)）
- 無限守望者（英语：Infinity Watch）
- 雷神索爾
- 異人族
- 螳螂女
- 理查·萊德
- 法蘭琪·蕾伊（英语：Nova (Frankie Raye)）
- 小矮人皮普（英语：Pip the Troll）
- 星塵（英语：Stardust (Marvel Comics)）
- 莎拉·巴爾（英语：Shalla-Bal）
- 觀察者奧圖（英语：Uatu）

## 敵人
- 殲滅者
- 血蜘蛛
- 活體星球伊果
- 末日博士
- 行星吞噬者
- 宇宙冠軍（英语：Champion of the Universe）
- 宇宙長老（英语：Elders of the Universe）
- 摩爾格（英语：Morg）
- 科瓦克
- 克里人
- 梅菲斯特
- 午夜太陽（英语：Midnight Sun (Marvel Comics)）
- 持有者（英语：Possessor (comics)）
- 紅移（英语：Red Shift (comics)）
- 提瑞克斯（英语：Terrax）
- 薩諾斯
- 史克魯爾人
- 陌客（英语：Stranger (comics)）
- 湮滅
- 雷普泰爾（英语：Reptyl）

## 其他媒體

### 電視
- 《驚奇4超人（英语：Fantastic Four (1967 TV series)）》（1967年動畫）：由維奇·佩林（英语：Vic Perrin）配音[2]。
- 《驚奇4超人（英语：Fantastic Four (1994 TV series)）》（1994年動畫）：由羅賓·沙斯（英语：Robin Sachs）配音[3][4]。
- 《銀色衝浪手（英语：Silver Surfer (TV series)）》：由保羅·艾辛布雷配音[5]。
- 《Q版大英雄》：由麥奇·凱利（英语：Mikey Kelley）配音[6]。
- 《浩克與狂砸特工隊（英语：Hulk and the Agents of S.M.A.S.H.）》：由布伦特·斯派尔配音[7] 。
- 《復仇者聯盟：史上最強英雄戰隊》
- 《復仇者聯盟：正義出擊（英语：Avengers Assemble (TV series)）》

### 電影
- 《驚奇4超人：銀色衝浪手現身》（2007年），由道格·瓊斯飾演[8]，勞倫斯·費許朋配音[9]。
- 漫威電影宇宙：由茱莉亞·加納飾演828號宇宙的女版銀色衝浪手。
  - 《驚奇4超人：第一步》（2025年）

### 遊戲
- 《銀色衝浪手（英语：Silver Surfer (video game)）》[10]
- 《漫威超級英雄：寶石之戰（英语：Marvel Super Heroes In War of the Gems）》
- 《Marvel：終極聯盟（英语：Marvel: Ultimate Alliance）》：由克里斯·考克斯（英语：Chris Cox (actor)）配音。
- 《驚奇4超人：銀色衝浪手現身（英语：Fantastic Four: Rise of the Silver Surfer (video game)）》：由布萊恩·布魯姆（英语：Brian Bloom）配音[11]。
- 《Q版超級英雄大戰（英语：Marvel Super Hero Squad）》
  - 《Q版超級英雄大戰（英语：Marvel Super Hero Squad (video game)）》：由麥奇·凱利（英语：Mikey Kelley）配音[12]。
  - 《Q版超級英雄大戰：極限挑戰（英语：Marvel Super Hero Squad: The Infinity Gauntlet）》：由麥奇·凱利配音。
- 《Marvel vs. Capcom 3：兩個世界的命運（英语：Marvel vs. Capcom 3: Fate of Two Worlds）》[13]
- 《驚奇4超人（英语：Pinball FX 2）》[14]
- 《乐高漫威超级英雄》：由詹姆斯·阿諾德·泰勒（英语：James Arnold Taylor）配音。
- 《漫威英雄 Online》：玩家創角時可選擇銀色衝浪手為遊戲角色，或另付費購買[15]。
- 《漫威：未來之戰》：手機遊戲，銀色衝浪手是玩家可使用角色之一。

## 外部連結
- Silver Surfer （页面存档备份，存于） 漫畫書數據庫
- Silver Surfer （页面存档备份，存于） 超級英雄數據庫
- Marvel Comics Database: Silver Surfer （页面存档备份，存于）